# Jorge Algora
Jorge Algora es un director de cine español (Madrid, 27 de enero de 1963 (62 años).

## Biografía
Estudia en el Real Conservatorio Superior de Música de Madrid y en la Real Escuela Superior de Arte Dramático.
Realiza su primera pieza audiovisual en 1984, desde entonces y hasta hoy, trabaja ininterrumpidamente en la dirección y realización de películas, documentales, programas de televisión y publicidad. 
Comienza a desarrollar su actividad en Madrid y se traslada a Galicia en 1986, donde realiza la mayor parte de sus producciones.
Actualmente es director y realizador de “Adivina Producciones”, productora de cine, televisión y publicidad
Fue director-realizador de “CAI Producciones” 1987-94. 
Realizador de "Vídeo Trama". 1986-87. 
Realizador y guionista del "Centro de Ayudas a la Enseñanza con Medios Audiovisuales"(CAE/MAV) de Madrid. 1984-85.
Participó como actor de teatro en: 
“Los bajos fondos” de Máximo Gorki dirigido por Ángel Gutiérrez. 1983.
“Los cuernos de don Friolera de Valle-Inclán dirigido por Pepe Struch. 1984.

## Filmografía
- - UNITARIAS. HISTORIA DUN MESTRE GALEGO. Director y coguionista. Documental. 2015.
- - Inevitable. Director y coguionista. Largometraje. 2013.
- - A PESAR DE TODO, QUÉROTE. Director y coguionista. TV movie. 2012.
- - A MIRADA DE ANNA. Codirección y coguionista con Llorenç Soler. Documental. 2008.
- - El niño de barro. Director y coguionista. Largometraje. 2007.
- - DESTINO A FESTA. Director y guionista. Documental. 2007.
- - Mintiendo a la vida. Director y coguionista. TV movie. 2005
- - CAMINO DE SANTIAGO. EL ORIGEN. Director y coguionista. Largometraje documental. 2004.
- - Tierra de náufragos. Dirección. Documental. 2003.
- - Emigrantes en tierra de emigrantes. Dirección. Documental. 2002.
- - Galicia visual. Dirección. Documental seriado. 104 capítulos. 2000-03.
- - Nos, os consumidores. Dirección-realización. Programa de televisión. 250 capítulos. 1991-93.
- - Palabras mayores. Realización. Programa de televisión. 1994.
- - En titulares. Realización. Programa de televisión. 1989-90.
- - GRAN CASINO. Realización. Programa de televisión. 126 capítulos. 1988-89.
- - Comarcas de Galicia. Realización. Documental. 8 Capítulos. 1993-1995.
- - Descúbreme. Dirección-realización. Documental. 4 Capítulos. 1993.
- - BIENAL DE ARTE DE PONTEVEDRA. Director-realizador. Vídeo creación. 1998.
- - GALICIA POEMA VISUAL. Dirección y guion. 2000.
- - GALICIA LE INVITA A CONOCER SU TURISMO RURAL. Dirección y guion. 1996.
- - CONGRESOS Y CONVENCIONES EN GALICIA. Dirección y guion. 1995.
- - La Coruña de moda. Dirección y guion. 1994.
- - CAMINO DE SANTIAGO... EL VIAJE PROMETIDO. Dirección y guion. 1994.
- - GALICIA... LO MÁS NATURAL. Dirección y guion. 1993.
- - VEN A GALICIA... VOLVERÁS. Dirección y guion. 1992.
- - ARQUITECTURA GALLEGA ACTUAL. Realización. 1987.
- - Luis Seoane. Realización. 1987.
- - EL VIRUS DEL SIDA. 1984.

## Premios
- El niño de barro. 9 Premios "Mestre Mateo 07" de la Academia Gallega del Audiovisual (Mejor película para Susana Maceiras, Mejor director para Jorge Algora, Mejor guion para Busquier, Carré y Algora, Mejor actor protagonista para Chete Lera, Mejor banda sonora para Nani García, Mejor fotografía para Suso Bello, Mejor dirección artística para Mariela Rípodas, Mejor vestuario para Cecilia Monti, Mejor maquillaje para Beatuska) Premio Paoa, 19 Festival Internacional de Cine Viña del Mar, Chile. Mejor Película en el IV Festival Europeo de Cine "Vinos de Castilla la Mancha". Nominada a los premios Goya como mejor canción original por Pequeño Paria de Daniel Melingo. Nominada a los premios Sur al mejor sonido. Nominada a los premios Cóndor al mejor Arte y Mejor Vestuario.
- MINTIENDO A LA VIDA. MESTRE MATEO 2005, Mejor película para televisión.
- CAMINO DE SANTIAGO. EL ORIGEN. Mestre Mateo 2004, a la mejor dirección de fotografía (Suso Bello)
- GALICIA VISUAL. Mestre Mateo 2003, Mejor programa de Televisión.
- GALICIA POEMA VISUAL. Mejor Film Institucional e Mejor Film de Festoril 2000, no Festival Internacional do Film Turístico de Estoril.
- TELEVISIÓN DE GALICIA, PIENSA EN TI. 1º Premio del MIBE a la mejor autopromoción de un canal de televisión de habla hispana, La Habana, Cuba, 1997.
- Congresos y convenciones en Galicia. Mención de Honra y mejor promocional sobre congresos no Festival de Cine Turístico de Estoril. 1995.
- Seguriño. 1º Premio de "Seguridad Vial y Prevención social" Festival Internacional de Vídeo e Cine "INFANCINE 95", Madrid 1995.
- - Nos, os consumidores. Mejor Programa de Información al Consumidor de la Comunidad Europea según informe del Instituto Europeo de la Comunicación, 1995. Primer premio de la Asociación de Consumidores Gallegos y mejor programa de televisión 1998.
- Galicia... lo más natural. 1º Premio I Mostra Internacional de Producciones Audiovisuales sobre Turismo Interior (MIPTI 94) celebrado en Trujillo 1994.
- CAMINO DE SANTIAGO... EL VIAJE PROMETIDO. 1º Premio del Certamen de Vídeo Empresarial e Institucional do País Vasco, celebrado en Vitoria 1994. 1º Premio de la Muestra Internacional de Vídeo Turístico de la Naturaleza, Barbastro 1995.
- Ven a Galicia... volverás. 1º Premio del Festival Internacional do Film Turístico de Lisboa 1992. Mención de Honra Festival Movirecord, Madrid.